# Clara Skyum Thomsen
Clara Skyum Thomsen (født 27. august 2001 i Nyborg) er en kvindelig dansk håndboldspiller som spiller højre back for København Håndbold i Damehåndboldligaen og tidligere Danmarks U/17- og 19-kvindelandshold.

## Karriere
Hun har tidligere optrådt for de danske U/17- og 19-landshold som højre back, hvor hun også deltog under U/17-EM i håndbold 2017 i Slovakiet og U/17-EM i håndbold 2019 i Slovakiet.

Hun tiltrådte i København Håndbold med øjeblikkelig virkning i februar 2021, hvor hun kom fra et kort ophold hos SønderjyskE Håndbold i 1. division. Hun blev i august 2021 ramt af en korsbåndsskade der holdt hende ude resten af 2021/22-sæsonen. TV2 Sports håndboldekspert Peter Bruun Jørgensen, kommenterede følgende om Thomsens præstation i ligaen inden hendes korsbåndsskade:
| Citat | Med den måde, hun trådte ind i ligaen på i sidste sæson, er det et stort tab for København. Hun overtog jo nærmest den højre back og blev førstevalg efter en eksplosiv udvikling. Det er sjældent, at en spiller går fra 1. division til liga så hurtigt, som hun gjorde. Så hendes fravær bliver et slag for Københavns ambitioner om igen at komme op og blande sig med de bedste. | Citat |
|       | |       |

Skyum Thomsen blev i juli 2022 tilføjet til Dansk Håndbolds udviklingstrup, som har til formål at identificere fremtidens A-landsholdsspillere ved at koncentrere udviklingsmidlerne på en begrænset gruppe spillere. Her var hun blandt de ni spillere.